# August F. Witt
August F. Witt (* 1931 in Innsbruck; † 7. Oktober 2002 in Winchester) war ein international tätiger Forscher und arbeitete mehr als 40 Jahre für das Massachusetts Institute of Technology (MIT). Er wurde bekannt für seine Forschung auf dem Gebiet elektronischer Materialien.

## Leben und Wirken
Von 1953 bis 1954 forschte August F. Witt mit der Nobelpreisträgerin von 1935, Irène Joliot-Curie in Paris auf dem Gebiet der Kernchemie. Im Jahr 1958 arbeitete er an der Forschungseinrichtung für Atomenergie in Harwell (England) auf dem Gebiet der Strahlenchemie. Er erhielt 1959 seinen Doktortitel in Physikalischer Chemie an der Universität Innsbruck.
Witt arbeitete ab 1960 am MIT als Forscher im Institut für Metallurgie und wechselte 1965 in das Department of Metallurgie des MIT, wo er sich mit dem Studium des Kristallwachstums befasste. Im Jahr 1962 wurde er als Assistenzprofessor an die Fakultät berufen, wo sein Hauptforschungsschwerpunkt die Verarbeitung und Charakterisierung von elektronischen Materialien war. Im Jahr 1972 wurde er zum Professor für Materialwissenschaften befördert. Von 1973 bis 1974 war Witt in das Skylab-Projekt der NASA eingebunden.
Professor Witt war von 1975 bis 1981 Präsident der American Association of Crystal Growth.  Darüber hinaus war er Mitglied der American Ceramic Society und von Sigma Xi. Von 1982 bis 1989 leitete Witt die Arbeitsgruppe für elektronische Materialien der NASA. August F. Witt weist einen h-Index von 9 auf.

## Auszeichnungen
- 1993: Ford-Professor für Ingenieurwesen
- 1992: Space Processing Award (American Institute of Aeronautics and Astronautics)
- 1990: Amar-Bose-Preis
- 1975: Wilhelm Exner Medaille
- 1974: Outstanding Scientific Achievement Award (NASA)